# 韦皮永
韦皮永（法語：Wépion，法語發音：[wepjɔ̃]）是比利时那慕爾省那慕爾的一个片区。韦皮永原为一独立市镇，1977年，韦皮永与临近的24个市镇并入那慕爾，成为了那慕尔的一个片区。